# Blintrop
Blintrop ist ein Dorf und der kleinste Ortsteil der Stadt Neuenrade im Märkischen Kreis in Nordrhein-Westfalen. Zum 30. Juni 2024 hatte Blintrop 325 Einwohner.

## Lage und Umgebung
Durch Blintrop fließen die Warbecke und die Borke, an deren Ufer sich Blintrop über mehr als einen Kilometer Länge erstreckt. Der Bachlauf der Borke ist weitgehend natürlich geblieben. Durch den Ort führt die L 697. Südlich von Blintrop erheben sich von West nach Ost der Ahlenberg, der Walberg, der Sundern, der Mostenberg und der Recklemberg. Zu Blintrop gehören die Weiler Niedernhöfen, Kuschert, Oberhof und Borke. Südlich von Oberhof erhebt sich der Berg Stemel.

## Religion/Konfession

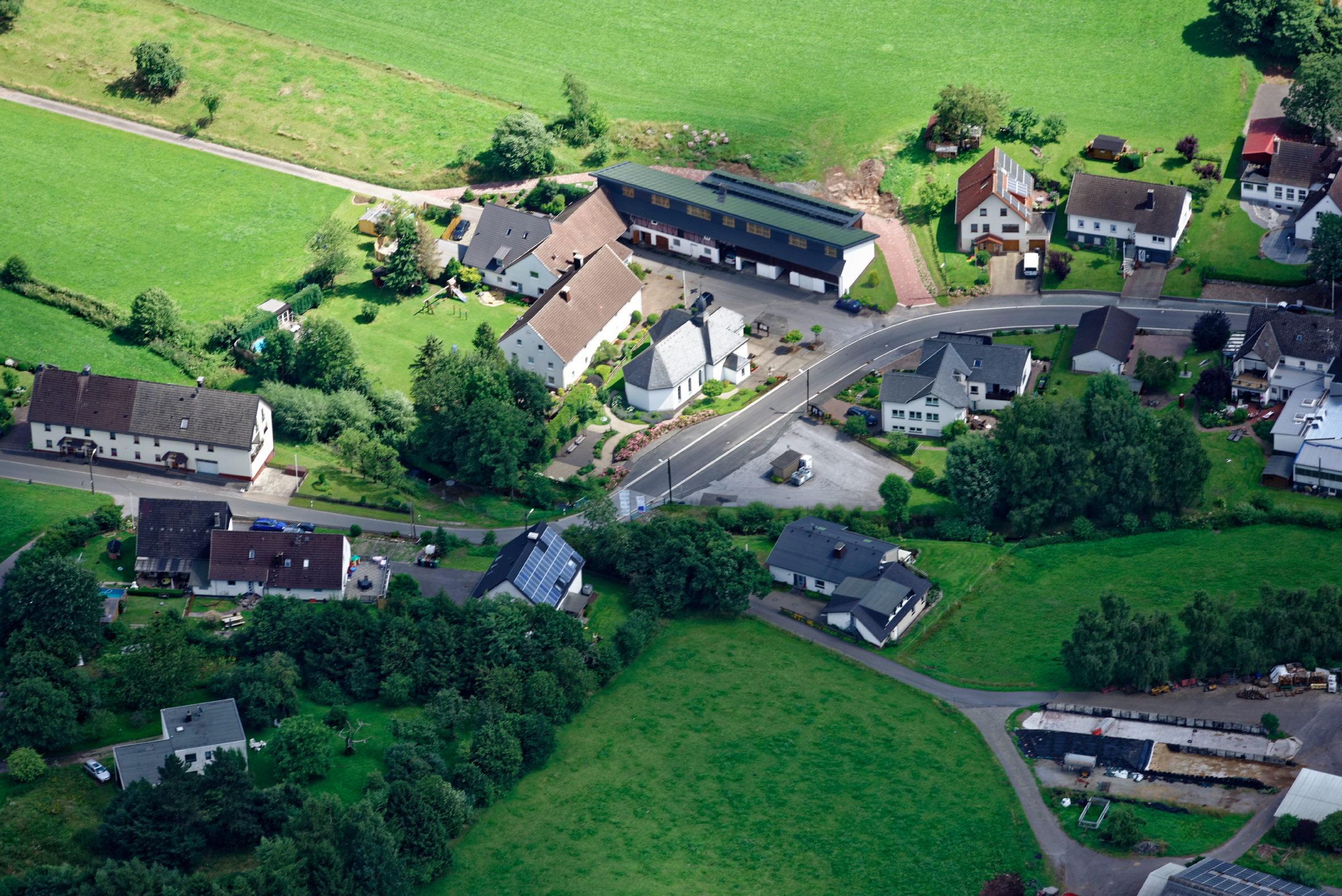
Luftaufnahme
(In der Bildmitte, etwas oberhalb, das Gebäude der denkmalgeschützten Kapelle St. Agatha.)

Wie ein Großteil des Sauerlandes ist Blintrop katholisch geprägt. Die Dorfpfarrei Sankt Agatha gehört zum Pastoralverbund Oberes Hönnetal.

## Geschichte
Blintrop wurde 1254 erstmals urkundlich erwähnt. Im Mittelalter gehörte es zur Grafschaft Arnsberg und lag sehr nah zur Grafschaft Mark. Seine Geschichte ist von dem Haupthof und Höfeverband 'Blintrop' geprägt, der seit dem frühen Mittelalter zur Liegenschaft des Stiftes St. Severin in Köln gehörte. Bei der kommunalen Neugliederung, die am 1. Januar 1975 in Kraft trat, wurde Blintrop ebenso wie Affeln und Altenaffeln aus dem Amt Balve in die Stadt Neuenrade umgegliedert.

## Brauchtumspflege und Aktivitäten
Seit einigen Jahrzehnten findet an Christi Himmelfahrt das Blintroper Kinderschützenfest statt. Das zweitägige Fest bietet tagsüber ein buntes Kinderprogramm und abends Musik und Tanz für die Erwachsenen an. Das Fest wird in der alten Dorfschule von den jungen Erwachsenen und Eltern des Dorfes veranstaltet.
Etwa seit den 1980ern findet das Blintroper Neujahrssingen statt. Hierbei geht die Dorfjugend am 1. Januar von Haus zu Haus und wünscht den Einwohnern ein frohes neues Jahr, indem sie das Neujahrslied vorträgt und dazu Schnäpse ausschenkt. Begleitet wird der feuchtfröhliche Brauch von einer Spendensammlung für einen jährlich wechselnden wohltätigen Zweck, der in der Regel etwa eine Woche im Voraus in der Lokalzeitung angekündigt wird.